# Odontomachus chelifer
A Odontomachus chelifer é uma formiga da subfamília Ponerinae, encontrada no Brasil.